# Исландский комитет по личным именам
Исландский комитет по личным именам (исл. Mannanafnanefnd) — общественно-государственный орган Исландии, который ведёт официальный Реестр личных исландских имён и санкционирует ввод в него новых имён, приемлемых с точки зрения национальной культуры.

## Задачи и состав
Комитет был создан в 1991 году, в состав комитета входят 6 человек: троих назначает на 4-летний срок министр юстиции, один — назначаемый Институтом исландских исследований, и по одному — от факультетов философии и права Университета Исландии.
Основной задачей Комитета является экспертиза новых личных исландских имён, не внесённых в официальный Реестр личных исландских имён (исл. Mannanafnaskrá). По состоянию на конец 2012 года, этот Реестр содержал 1712 мужских имён и 1853 — женских. Процедура экспертизы нового имени начинается с оценки его совместимости с традициями исландского языка, а также оценки благозвучности. В соответствии со статьей 5 исландского Закона о личных именах, имена должны соответствовать правилам исландской грамматики (в которой все существительные, в том числе имена собственные, имеют грамматический род), грамматический род имени должен совпадать с полом носителя имени. Написание имён должно быть только с использованием букв исландского алфавита.

## Скандалы

### Йон Гнарр
Исландский актёр и политик Йон Гнарр (мэр Рейкьявика в 2010—2014 годах), при рождении получивший имя Йон Гуннар Кристинссон, в 2005 году подал заявку с требованием изменить своё второе имя на «Гнарр», как называла его мать в детстве, а также убрать из его имени компонент «Кристинссон», происходящий от имени отца. Комитет удовлетворил первую часть его заявки, но отказал во второй. Йон Гнарр также не смог официально назвать свою дочь «Камилла» в написании «Camilla» в честь бабушки, поскольку буква «С» не входит в состав исландского алфавита.

### Блайр Бьяркардоуттир Рунарсдоуттир
Комитет отказал Блайр Бьяркардоуттир Рунарсдоуттир (исл. Blær Bjarkardóttir Rúnarsdóttir), родившейся в 1997 году, в регистрации её имени Blær, данного ей в детстве, на том основании, что существительное мужского рода Blær (по-исландски — «лёгкий ветерок») может быть использовано только в качестве мужского имени. Блайр (в официальных документах именуемая как «Stúlka» — «девочка» по-исландски) и её мать, Бьорк Эйдсдоуттир, опротестовали решение Комитета по личным именам в суде, утверждая, что имя Blær было использовано исландским писателем, нобелевским лауреатом Халлдорором Лакснессом в качестве имени героини его романа «Рыба может петь» (Brekkukotsannáll). В Исландии ещё одна женщина уже зарегистрирована под именем Blær, и в исландском языке существует два типа склонения — мужской и женский — для этого имени.
31 января 2013 года суд Рейкьявика вынес вердикт в пользу Блайр и Бьорк Эйдсдоуттир и отменил решение Комитета, постановив, что Blær может являться как мужским, так и женским именем, и Блайр Бьяркардоуттир Рунарсдоуттир имеет конституционное право на своё имя, отклонив тем самым обвинения правительства в нарушении защиты исландского языка. После решения суда министр внутренних дел Исландии подтвердил, что правительство не будет обжаловать вердикт в Верховном суде страны. Председатель Комитета по личным именам, а также пресс-секретарь министерства внутренних дел заявили, что дело Блайр может вынудить правительство пересмотреть действующий закон о личных именах.

### Дункан и Харриет Кердью
Комитет отказался утвердить имена Дункан и Харриет Кердью — детей, родившихся в Исландии от отца-британца и матери-исландки, — поскольку их имена не соответствовали критериям Реестра исландских имён. Этим детям первоначально выдали паспорта с «заменителями» собственных имён — «Drengur» («мальчик») и «Stúlka» («девочка»). Но в 2014 году исландские власти отказались продлить паспорт Харриет без указания имени, приемлемого по исландским законам. Поскольку семья Кердью собиралась поехать во Францию, родители получили британские паспорта для Дункана и Харриет и объявили, что будут подавать официальную жалобу на действия Комитета по личным именам.